# José Parra Mestre
José Parra Mestre (Oliva, anys 60 - 9 setembre de 2018), més conegut com a Pepito, és un pilotaire valencià, rest en la modalitat de raspall. Guanyador del Campionat Individual de Raspall en 1986 i 1987, fou germà de Diego i Carlos Parra Mestre i nebot de Malonda II.